# ريتشارد أ. روجرز
ريتشارد أ. روجرز (بالإنجليزية: Richard A. Rogers)‏ (بالهولندية: Richard Rogers)‏ هو بروفيسور وأستاذ جامعي بريطاني وهولندي، ولد في 15 مارس 1965.